# Elecciones al Parlamento de Canarias de 2003
El 25 de mayo de 2003 se celebraron elecciones al Parlamento de Canarias, coincidiendo con las Elecciones municipales de 2003 en España. En estas elecciones resultó vencedora la formación nacionalista Coalición Canaria. Tras revalidar su acuerdo de Gobierno con el PP, su candidato, Adán Martín Menis, fue nombrado nuevo presidente de Canarias. También obtuvieron representación en el Parlamento, el Partido Socialista de Canarias, el Partido Popular y la Federación Nacionalista Canaria. Esta última formación consiguió sus diputados gracias al partido que los representa en la isla de Lanzarote, el Partido de Independientes de Lanzarote.

## Sistema electoral
Las circunscripciones electorales corresponden a cada una de las islas del siguiente modo:
- El Hierro: 3 parlamentarios
- La Gomera: 4 parlamentarios
- Lanzarote: 8 parlamentarios
- La Palma: 8 parlamentarios
- Fuerteventura: 7 parlamentarios
- Tenerife: 15 parlamentarios
- Gran Canaria: 15 parlamentarios

Este sistema era conocido como el sistema de "triple paridad", vigente hasta las Elecciones al Parlamento de Canarias de 2019. Este sistema se basaba en tres reglas: la provincia de Santa Cruz de Tenerife tendría el mismo número de escaños que la provincia de Las Palmas; las islas capitalinas (Tenerife y Gran Canaria) tendrían entre sí el mismo número de escaños (15 diputados) y en conjunto ambas tendría el mismo número de escaños que el resto de islas (30 entre Tenerife y Gran Canaria y otros 30 en el resto). No obstante, este sistema causó enormes disparidades entre las islas, ya que más de 4/5 de la población canaria habita en las islas capitalinas cuando solo les corresponde la mitad de diputados. Esto, en estas elecciones, ha provocado que el Partido Socialista de Canarias, sacando casi 5 puntos menos que el Partido Popular, haya obtenido el mismo número de escaños y que Coalición Canaria, a casi 2 puntos de ventaja que el PP, haya sacado seis escaños más que la formación conservadora.

## Candidatos por circunscripción
| Cir. |                     |                       |                      | FNC                |                      |                    |
| Cir. | Dip                 | Dip                   | Dip                  | Dip                | Dip                  | Dip                |
| ---- | ------------------- | --------------------- | -------------------- | ------------------ | -------------------- | ------------------ |
| EH   | Belén Allende       | Agustín Padrón        | José Francisco Armas | Juan Padrón        |                      |                    |
| FT   | José Juan Herrera   | Domingo González      | Eustaquio Santana    | Ildefonso Chacón   | Blas Norberto Díaz   | Moises Tejera      |
| GC   | Román Rodríguez     | José Manuel Soria     | José Alcaraz Abellán | Lorenzo Olarte     | Raul Salvador García | Segundo Martínez   |
| LG   | Esteban Bethencourt | Víctor Abel Hernández | Julio Cruz           | Ignacio Darias     |                      | Tania Luisa García |
| LZ   | Juan Carlos Becerra | Alejandro José Díaz   | Manuela Armas        | Dimas Martín       |                      | Mª Mar Cobos       |
| LP   | Antonio Castro      | Gabriel Mato          | Anselmo Pestana      |                    |                      | Fernando Tena      |
| TF   | Adán Martín         | Pablo Matos           | Juan Carlos Alemán   | Juan Manuel García | Francisco Rodríguez  | Domingo Méndez     |

Los candidatos de Coalición Canaria y Partido Socialista de Canarias representaron a la circunscripción de Tenerife, mientras que los del Partido Popular y Federación Nacionalista Canaria representaron a Gran Canaria. Por otra parte, Belén Allende fue la candidata de Agrupación Herreña Independiente que estuvo coaligada a Coalición Canaria en El Hierro. Además, el Partido Nacionalista Canario y el Partido de Independientes de Lanzarote concurrieron a estas elecciones en coalición con la Federación Nacionalista Canaria, siendo Dimas Martín y Juan Manuel García los representantes de sus respectivos partidos. Cabe mencionar que solo la formación de Dimas Martín consiguió representar a la Federación Nacionalista Canaria. 

## Resultados

### Proporción de escaños
| 23 | 17 | 3   | 17   |
| CC | PP | FNC | PSOE |

### Resultados por partido
| ← Elecciones al Parlamento de Canarias de 2003 → |                                             |                    |         |       |         |      |
| Presidente y gobierno | Partido                                     | Candidato          | Votos   | %     | Escaños | +/-  |
| - Presidente: Adán Martín Menis - Gobierno: CC-PP (2003-2005) CC (2005-2007) - Censo: 1.331.110 - Votantes: 835.181 (62,7%) - Abstención: 495.929 (37,7%) - Válidos: - A candidatura: | Coalición Canaria (CC) a                    | Adán Martín        | 304.413 | 33,33 | 23      | -3 b |
| - Presidente: Adán Martín Menis - Gobierno: CC-PP (2003-2005) CC (2005-2007) - Censo: 1.331.110 - Votantes: 835.181 (62,7%) - Abstención: 495.929 (37,7%) - Válidos: - A candidatura: | Partido Popular (PP)                        | José Manuel Soria  | 283.186 | 31,00 | 17      | +2   |
| - Presidente: Adán Martín Menis - Gobierno: CC-PP (2003-2005) CC (2005-2007) - Censo: 1.331.110 - Votantes: 835.181 (62,7%) - Abstención: 495.929 (37,7%) - Válidos: - A candidatura: | Partido Socialista Obrero Español (PSOE)    | Juan Carlos Alemán | 235.234 | 25,75 | 17      | -2   |
| - Presidente: Adán Martín Menis - Gobierno: CC-PP (2003-2005) CC (2005-2007) - Censo: 1.331.110 - Votantes: 835.181 (62,7%) - Abstención: 495.929 (37,7%) - Válidos: - A candidatura: | Federación Nacionalista Canaria (FNC)       | Lorenzo Olarte     | 44.703  | 4,89  | 3       | +3   |
| - Presidente: Adán Martín Menis - Gobierno: CC-PP (2003-2005) CC (2005-2007) - Censo: 1.331.110 - Votantes: 835.181 (62,7%) - Abstención: 495.929 (37,7%) - Válidos: - A candidatura: | Los Verdes de Canarias                      |                    | 18.340  | 2,01  | 0       |      |
| - Presidente: Adán Martín Menis - Gobierno: CC-PP (2003-2005) CC (2005-2007) - Censo: 1.331.110 - Votantes: 835.181 (62,7%) - Abstención: 495.929 (37,7%) - Válidos: - A candidatura: | Izquierda Unida Canaria (IUC)               |                    | 12.128  | 1,33  | 0       |      |
| - Presidente: Adán Martín Menis - Gobierno: CC-PP (2003-2005) CC (2005-2007) - Censo: 1.331.110 - Votantes: 835.181 (62,7%) - Abstención: 495.929 (37,7%) - Válidos: - A candidatura: | Alternativa Popular Canaria (APC)           |                    | 6.737   | 0,32  | 0       |      |
| - Presidente: Adán Martín Menis - Gobierno: CC-PP (2003-2005) CC (2005-2007) - Censo: 1.331.110 - Votantes: 835.181 (62,7%) - Abstención: 495.929 (37,7%) - Válidos: - A candidatura: | Alternativa Ciudadana 25 de Mayo            |                    | 2.719   | 0,30  | 0       |      |
| - Presidente: Adán Martín Menis - Gobierno: CC-PP (2003-2005) CC (2005-2007) - Censo: 1.331.110 - Votantes: 835.181 (62,7%) - Abstención: 495.929 (37,7%) - Válidos: - A candidatura: | Partido Comunista del Pueblo Canario (PCPC) |                    | 1.776   | 0,19  | 0       |      |
| - Presidente: Adán Martín Menis - Gobierno: CC-PP (2003-2005) CC (2005-2007) - Censo: 1.331.110 - Votantes: 835.181 (62,7%) - Abstención: 495.929 (37,7%) - Válidos: - A candidatura: | Partido Humanista (PH)                      |                    | 1.332   | 0,14  | 0       |      |
| - Presidente: Adán Martín Menis - Gobierno: CC-PP (2003-2005) CC (2005-2007) - Censo: 1.331.110 - Votantes: 835.181 (62,7%) - Abstención: 495.929 (37,7%) - Válidos: - A candidatura: | Asamblea Conejera                           |                    | 964     | 0,11  | 0       |      |
| - Presidente: Adán Martín Menis - Gobierno: CC-PP (2003-2005) CC (2005-2007) - Censo: 1.331.110 - Votantes: 835.181 (62,7%) - Abstención: 495.929 (37,7%) - Válidos: - A candidatura: | Unión Tinerfeña                             |                    | 571     | 0,06  | 0       |      |
| - Presidente: Adán Martín Menis - Gobierno: CC-PP (2003-2005) CC (2005-2007) - Censo: 1.331.110 - Votantes: 835.181 (62,7%) - Abstención: 495.929 (37,7%) - Válidos: - A candidatura: | Tagoror Pensionista de Canarias             |                    | 449     | 0,05  | 0       |      |
| - Presidente: Adán Martín Menis - Gobierno: CC-PP (2003-2005) CC (2005-2007) - Censo: 1.331.110 - Votantes: 835.181 (62,7%) - Abstención: 495.929 (37,7%) - Válidos: - A candidatura: | Partido La Gente                            |                    | 448     | 0,05  | 0       |      |
| - Presidente: Adán Martín Menis - Gobierno: CC-PP (2003-2005) CC (2005-2007) - Censo: 1.331.110 - Votantes: 835.181 (62,7%) - Abstención: 495.929 (37,7%) - Válidos: - A candidatura: | Democracia Nacional (DN)                    |                    | 409     | 0,04  | 0       |      |
| - Presidente: Adán Martín Menis - Gobierno: CC-PP (2003-2005) CC (2005-2007) - Censo: 1.331.110 - Votantes: 835.181 (62,7%) - Abstención: 495.929 (37,7%) - Válidos: - A candidatura: | Unión Centrista (UC)                        |                    | 43      | 0,01  | 0       |      |
| - Presidente: Adán Martín Menis - Gobierno: CC-PP (2003-2005) CC (2005-2007) - Censo: 1.331.110 - Votantes: 835.181 (62,7%) - Abstención: 495.929 (37,7%) - Válidos: - A candidatura: | Agrupación Herreña Independiente (AHI)c     |                    | N/A     | N/A   | N/A     | N/A  |
| - Presidente: Adán Martín Menis - Gobierno: CC-PP (2003-2005) CC (2005-2007) - Censo: 1.331.110 - Votantes: 835.181 (62,7%) - Abstención: 495.929 (37,7%) - Válidos: - A candidatura: | En blanco                                   | N/A                |         |       | N/A     | N/A  |
| - Presidente: Adán Martín Menis - Gobierno: CC-PP (2003-2005) CC (2005-2007) - Censo: 1.331.110 - Votantes: 835.181 (62,7%) - Abstención: 495.929 (37,7%) - Válidos: - A candidatura: | Nulos                                       | N/A                |         |       | N/A     | N/A  |

a Incluye 2 diputados de la Agrupación Herreña Independiente por El Hierro.

b Respecto a CC y AHI en 1999.

c En coalición con Coalición Canaria en El Hierro.

Coalición Canaria, Partido Popular y Partido Socialista Obrero Español presentaron candidaturas en todas las islas; Federación Nacionalista Canaria se presentó en todas las islas a excepción de La Palma; Los Verdes de Canarias se presentaron en Fuerteventura, Gran Canaria y Tenerife; Izquierda Unida Canaria se presentó en todas las islas a excepción de El Hierro; Alternativa Popular Canaria presentó candidaturas en Tenerife, Gran Canaria y La Palma; Alternativa Ciudadana 25 de Mayo es un partido de ámbito insular que se presentó sólo en las islas de Lanzarote (de modo que sacó el 6,29% de los votos en su circunscripción); y Partido Comunista del Pueblo Canario presentó candidaturas en Gran Canaria y Tenerife.

### Distribución de escaños por islas
| Islas Canarias |     |     |     | FNC | Total |
| Islas Canarias | Dip | Dip | Dip | Dip | Total |
| -------------- | --- | --- | --- | --- | ----- |
| El Hierro      | 2   | 1   |     |     | 3     |
| Fuerteventura  | 2   | 3   | 2   |     | 7     |
| Gran Canaria   | 4   | 8   | 3   |     | 15    |
| La Gomera      | 1   |     | 3   |     | 4     |
| Lanzarote      | 2   | 1   | 2   | 3   | 8     |
| La Palma       | 4   | 2   | 2   |     | 8     |
| Tenerife       | 8   | 2   | 5   |     | 15    |
| Total          | 23  | 17  | 17  | 3   | 60    |

### Elección e investidura del Presidente de Canarias
| Candidato                                  | Fecha                                                  | Voto       |    |    |    | FNC | Total |
| ------------------------------------------ | ------------------------------------------------------ | ---------- | -- | -- | -- | --- | ----- |
| Adán Martín (CC)                           | 4 de julio de 2003 Mayoría requerida: Absoluta (31/60) | Sí         | 23 | 17 |    | 2   | 42/60 |
| Adán Martín (CC)                           | 4 de julio de 2003 Mayoría requerida: Absoluta (31/60) | No         |    |    | 17 |     | 17/60 |
| Adán Martín (CC)                           | 4 de julio de 2003 Mayoría requerida: Absoluta (31/60) | Abstención |    |    |    |     | 0/60  |
| Faltó a la votación un diputado de la FNC. |                                                        |            |    |    |    |     |       |